# Eriocaulaceae
Eriocaulaceae Martynov é uma família de plantas floríferas pertencente à ordem Poales.
As espécies da família estão amplamente distribuídas, principalmente nas regiões tropicais da América do Sul. O Brasil, por exemplo, conta com aproximadamente 600 espécies, correspondendo a 50% das cerca de 1.200 espécies incluídas na família. Poucas espécies são encontradas em regiões temperadas. Por exemplo, juntos EUA e Canadá contam apenas com 16 espécies, enquanto uma única espécie (Eriocaulon aquaticum) é encontrada na Europa. Já na Ásia, onde apenas o gênero Eriocaulon ocorre, a diversidade temperada é um pouco mais elevada. Por exemplo, o Japão sozinho possui 26 espécies.
A maioria são plantas herbáceas perenes, sendo algumas anuais. Assemelham-se com as plantas  das  famílias  Cyperaceae e Juncaceae.
Muitas espécies dessa família são exploradas economicamente como "sempre-vivas". Porém, como são plantas difíceis de cultivar e de alto endemismo, o extrativismo vem colocando muitas delas em perigo de extinção. Os gêneros mais procurados de sempre-vivas são Comanthera,Eriocaulon, Paepalanthus e Syngonanthus.

## Gêneros
São 18 gêneros na família, são eles:
- Actinocephalus
- Comantheta
- Coracoralina
- Cryptanthella
- Eriocaulon
- Floralia
- Giuliettia
- Gnomus
- Hydriade
- Lachnocaulon
- Leiothrix
- Mesanthemum
- Monosperma
- Nisius
- Paepalanthus (sensu stricto)
- Rondonanthus
- Syngonanthus
- Tonina

## Livro das Eriocaulaceae

Capa do livro O Mundo das Eriocaulaceae: sempre-viva chuveirinhos e capim-dourado.The world of Eriocaulaceae: everlastings, piperworts, and golden grass.

As Eriocaulaceae são plantas fascinantes, especialmente populares na América do Sul, onde compõem paisagens típicas e icônicas com sua beleza única e diversidade encantadora.
Em 2024, foi lançado o livro "O mundo das Eriocaulaceae: sempre-vivas, chuveirinhos e capim-dourado" (The World of Eriocaulaceae: Everlastings, Pipeworts, and Golden Grass), uma obra bilíngue apresentada durante o 74º Congresso Nacional de Botânica do Brasil. Este livro reúne o trabalho de 16 pesquisadores de diversas instituições ao redor do mundo em capítulos que exploram diferentes aspectos da família Eriocaulaceae. Organizado pelas especialistas Dra. Caroline Oliveira Andrino e Dra. Fabiana Nepomuceno da Costa, a obra combina rigor científico com uma linguagem acessível, tornando-se uma leitura cativante para cientistas, amantes da natureza e o público em geral.
Além de apresentar informações detalhadas sobre a diversidade e distribuição dessas plantas, o livro também se debruça sobre o importante uso das Eriocaulaceae por comunidades tradicionais. Essas conexões culturais e ecológicas destacam o valor dessas plantas não apenas para a ciência, mas também para os modos de vida locais. Repleto de fotografias deslumbrantes capturadas por olhares atentos e lentes experientes, o livro oferece um passeio visual e informativo pelas paisagens que abrigam essas plantas extraordinárias, apresentando espécies de diferentes partes do mundo.

## Opiniões e perspectivas
A classificação da família Eriocaulaceae tem sido objeto de debates científicos, particularmente devido à complexidade taxonômica de Paepalanthus, um dos maiores gêneros da família. Há mais de duas décadas, estudos indicam que Paepalanthus não é monofilético, o que significa que o gênero não inclui todos os descendentes de um ancestral comum, como seria esperado em uma classificação natural.
Em 2017, Mabberley  sugeriu uma abordagem que agrupava outros gêneros reconhecidos, como Actinocephalus, Lachnocaulon e Tonina, dentro de Paepalanthus. Essa proposta foi posteriormente adotada por Christenhusz et al. em 2018, mas enfrentou críticas da comunidade científica. A principal controvérsia gira em torno da ausência de análises detalhadas ou revisões por pares que sustentassem robustamente a reestruturação taxonômica proposta, deixando a classificação de Paepalanthus como um tema ainda em aberto e amplamente debatido.
Em 2023, uma nova proposta de classificação foi publicada na revista Taxon, baseada em análises filogenéticas e morfológicas. Este trabalho, liderado pela Dra. Caroline Andrino, da Universidade de Brasília, utilizou dados filogeneticos publicados em 2021 na revista Botanical Journal of the Linnean Society como base para a segregação de linhagens com forte suporte. A classificação incorporou características morfológicas que definem cada grupo, resultando na proposição de seis novos gêneros e na elevação de duas categorias infragenéricas de Paepalanthus ao nível de gênero. Com isso, a família passou a contar com 18 gêneros.
Em 2024, foi publicada uma carta de perspectiva na revista Taxon. Descrita pela própria revista como "textos curtos refletindo opiniões pessoais (ou coletivas)", a carta foi liderada pelo botânico alemão Dr. Thomas Stützel. O texto defendeu a adoção de um único gênero, conforme sugerido por Mabberley em 2017. Contudo, a carta não apresentou evidências científicas que suportassem essa proposta, sendo mais uma crítica ao trabalho de 2023 do que uma nova contribuição fundamentada. Dados filogenômicos em revisão contradizem essa abordagem. 
Atualmente, plataformas renomadas, como a Flora do Brasil, administrada pelo Jardim Botânico do Rio de Janeiro, bem como herbários internacionais de destaque, como o NYBG, MO, US, e nacionais como UB, DIAM, SPF já adotaram a classificação proposta por Andrino et al. (2023). Essa aceitação reflete a robustez das análises apresentadas e a ampla concordância com a nova circunscrição dos gêneros dentro da família Eriocaulaceae.
Na classificação clássica é a única família da ordem  Eriocaulales Nakai (1930).

### GêneroActinocephalus

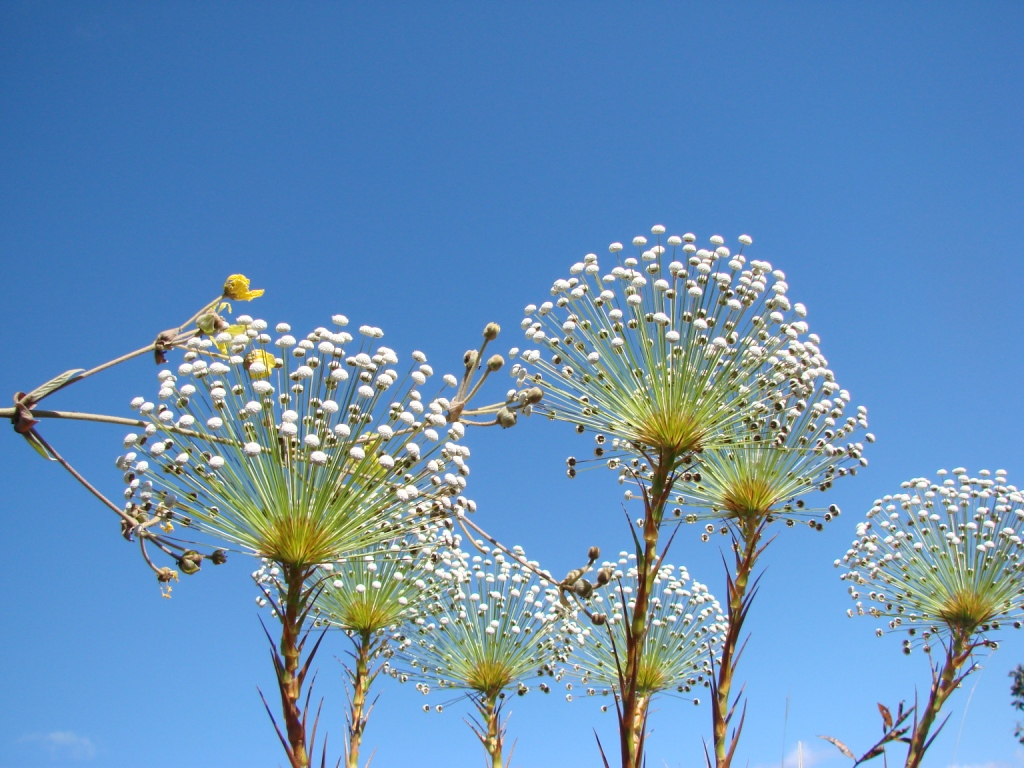
Actinocephalus bongardii (St. Hilaire) Sano.

O botânico brasileiro Paulo Takeo Sano propôs em 2004, a partir de trabalho de campo intensivo e extensivo e uma análise de várias características em uma revisão da seção Paepalanthus Actinocephalus (Körn.) Ruhland, que esse grupo fosse elevado a Gênero. Paepalanthus Mart., o maior gênero das eriocauláceas, só em 2023 foi proposta uma classificação em que o gênero fosse monofilético
Actinocephalus (Körn.) Sano é caracterizada principalmente pela inflorescência composta de capítulos em umbelas e em ter uma distribuição geográfica restrita ao Brasil, em especial, o Cerrado. Estudos recentes com dados moleculares aumentaram o número de espécies do gênero